# Philippe Vecchi
Pour les articles homonymes, voir Vecchi.
Philippe Vecchi, né le 30 avril 1964 à Oullins et mort le 24 octobre 2017 à Roanne, est un journaliste, animateur de radio et de télévision et producteur de télévision français.

## Biographie

### Formation et débuts de carrière
Après diverses expériences radio (dont Radio Bellevue, couplée à Radio Nova), Philippe Vecchi interrompt ses études de droit en 1987 pour intégrer la rédaction du nouveau quotidien Lyon-Libération à l'âge de 22 ans, où il écrit essentiellement sur la culture (cinéma, littérature, théâtre, jazz), mais aussi la politique.

### 1989-1995:Libération, Vogue, Glamour, Première, Rolling stone,France Inter, Europe 1
En 1989, il intègre comme journaliste le service culture de Libération (édition nationale), où il traite du cinéma, de la musique et parfois la mode. Il quittera Libération au début de 1995. Certains de ses articles sont repris par la presse internationale, de la Pologne à l'Espagne (El Mundo). Parallèlement, il écrit régulièrement pour Vogue, Glamour, Première, Rolling Stone, etc.
À la radio, il est chroniqueur cinéma chez Bernard Lenoir sur France Inter, qu'il quitte pour rejoindre la tranche matinale d'informations d'Europe 1.

### 1992-2002: Canal+
À la télévision, il participe, à partir de 1992, à La Grande Famille sur Canal+ comme « chroniqueur médias » de Jean-Luc Delarue. En 1994, il réalise les interviews filmées des Nuls, à la demande de ces derniers et du producteur Charles Gassot, pour la promotion nationale du film La Cité de la peur. Puis il crée (rédacteur en chef) avec Alexandre Drubigny (producteur) et Michel Hazanavicius (réalisateur) la quotidienne estivale de Canal+ C'est pas le vingt heures. Celle-ci connaît un tel succès qu'elle devient hebdomadaire à partir de la rentrée. À la demande d'Alain de Greef, il présente avec son ami Alexandre Devoise, de 1995 à 1997, La Grande Famille, qui réalise des performances remarquées.
En 1997, il bascule sur la tranche du soir de Canal+ pour produire et animer pendant trois ans Nulle part ailleurs 1re partie, toujours avec Devoise, émission dans laquelle se succéderont Jamel Debbouze qui s'y révèle chaque semaine, Omar et Fred qui y débutent ainsi que des artistes confirmés.
De juin 2000 à février 2001, il est directeur des programmes d'une chaîne Premium cinéma du bouquet satellite, arrêtée en raison d'un changement de direction. Il présente aussi seul chaque mois L'Appartement, le dimanche midi. En mars 2001, Canal+ lui confie la coprésentation, avec Isabelle Giordano, de Nulle part ailleurs cinéma, puis il anime seul dans la foulée la quotidienne + de cinéma sur proposition de Michel Denisot. Il produit en parallèle pendant une saison Le Journal du hard, réalisé par Bruno Piney, en collaboration avec l'agence de presse Capa.
En 2002, il quitte Canal+, quelque temps après le départ d'Alain de Greef et Pierre Lescure.

### 2003-2008:Le Nouvel Observateur, VSD, France 3, Radio Nova,Double
En 2003, il rejoint le supplément « TéléObs » du Nouvel Observateur, dans lequel il écrit des articles consacrés au cinéma et à la télévision (couvertures sur Gérard Lanvin et Marc-Olivier Fogiel), tout en assumant la fonction de chroniqueur hebdomadaire sous le label « Humeur » : « Veni Vidi Vecchi ». Il intervient à quelques reprises la même année dans VSD.
Il présente pendant plus d'un an un talk-show de société de deuxième partie de soirée sur France 3 Paris Île-de-France, les Dossiers de France 3.
En 2003-2004, il anime sur Radio Nova la quotidienne de 20 heures Le Nova Club, où il reçoit les artistes, politiques et écrivains du moment, mais aussi quelques noms en devenir. Il s'entretient par exemple, en exclusivité, avec Jacques Dutronc, pendant deux heures, et avec Corneille pour son tout premier live radiophonique en France. Il permet aussi à l'animatrice Alessandra Sublet de débuter dans les médias.
En 2006, il dirige temporairement le trimestriel international de luxe Double, auquel collaborent le producteur Yves Bigot (Endemol), l'écrivain Arnaud Viviant, le réalisateur Nicolas Saada et la journaliste Laurence Romance (Libération).

### 2008-2014:Le Nouvel Observateur, GQ, Libération, Playboy, CHOBIX, Les Inrockuptibles
En 2008-2009, toujours au Nouvel Observateur, il collabore notamment à l'édition français de GQ, signant, entre autres, les articles de une sur Gad Elmaleh, Antoine de Caunes, Gérard Lanvin, Coluche ou  Mélanie Coste. Il repasse par Libération  pour des clins d'œil jazz[pas clair] (Herbie Hancock, Erykah Badu).
Début mai 2010, il réalise la couverture de Playboy France hommage à la photographe Bettina Rheims.
En 2010, il réalise tous les mois des interviews pour le magazine CHOBIX, magazine pornographique dans lequel on aura pu lire des articles ou des portraits d'Alain de Greef, de Thierry Ardisson, de Katsuni, de Coralie, etc.
En 2011, il intervient comme électron libre dans la nouvelle formule de l'hebdomadaire Les Inrockuptibles, avec une couverture consacrée à l'ex-Dorcel Girl, Yasmine, et titrée La Révolte d'une hardeuse. En mai 2011, il consacre une page à la Miss météo montréalaise de Canal+, l'artiste-comédienne Charlotte Le Bon, dans le quotidien québécois La Presse. En octobre 2011, il devient l'un des spécialistes des séries télévisées sur le site du Nouvel Observateur, teleobs.com.
En août 2012, il fait la couverture de GQ sur François Cluzet et se livre dans un entretien intimiste pour la sortie de Do Not Disturb, troisième film d'Yvan Attal.
En décembre 2014, il signe la couverture du numéro de GQ vouée à « l'homme de l'année », Omar Sy.

### Vie privée
Au début des années 2000, il est en couple pendant un an et demi avec l'actrice pornographique Mélanie Coste,.
En 2002, il se marie avec Macha Polikarpova, actrice de nationalité russe et de citoyenneté estonienne ayant joué dans de nombreuses séries AB Productions.

### Mort
Quelques mois après s’être séparé de sa compagne, il se suicide au domicile familial de ses parents à Riorges, situé en bordure de Roanne dans la Loire, le 24 octobre 2017. Il a été retrouvé mort par ses parents.
Ses funérailles sont célébrées à Roanne dans la plus stricte intimité avec sa famille et ses proches. Il est ensuite crématisé.